# Banco de Crédito e Inversiones
El Banco de Crédito e Inversiones (también conocido por su acrónimo y nombre comercial BCI; es un banco chileno, propiedad de la familia Yarur desde sus inicios.
Actualmente, Bci es el tercer banco privado en términos de colocaciones y el cuarto banco en número de clientes, detrás de los privados Banco Santander Chile y Banco de Chile, y el estatal BancoEstado. Su cadena de cajeros automáticos se encuentra adherida a la red interbancaria Redbanc, de la cual es propietaria en un 12,71%.

## Historia
El banco fue fundado en 1937 por Juan Yarur Lolas y un grupo de emprendedores, con el fin de apoyar a las pequeñas y medianas empresas de Chile. Durante toda su historia, el banco se ha caracterizado por la innovación en sus servicios y por el uso de la tecnología. En 1959 se fusionó con el Banco de Curicó (fundado en 1881).
En abril de 1979 fue uno de los primeros —junto con los bancos de Talca, del Trabajo, Español-Chile, Israelita y de Concepción— en operar las tarjetas de crédito Visa para cuentas corrientes. El 12 de febrero de 1985 se convirtió en el primer banco particular en el mundo en establecer una sucursal permanente en la Antártica, con una caja auxiliar en la Villa Las Estrellas.
Después de la crisis de la década de 1980, Bci fue el primer banco en pagar la deuda subordinada con el Banco Central. En 1991, el mismo día del pago, falleció el entonces presidente e hijo del fundador del banco Jorge Yarur Banna, precisamente mientras anunciaba la noticia a los trabajadores de la empresa.
En 2014 Bci es reconocido por Great Place To Work por quedar en el 7.º mejor lugar para trabajar en Chile. El mismo año ganaron el 1° lugar en el Ranking de Sustentabilidad Empresarial PROhumana. En octubre del año siguiente adquirió el City National Bank of Florida en Estados Unidos. En diciembre de 2017 anunciaron la compra de TotalBank, también en Florida, la que después de la aprobación fue integrado a CNB durante el 2019. En 2019 se anunció la compra de un tercer banco, el Executive National Bank.
Siguiendo con su proceso de internacionalización, en 2021 inició el proceso para operar en Perú. En mayo de 2022 obtuvo la autorización de la Superintendencia de Banca y Seguros de ese país.
En 2023 se convirtió en auspiciador de la Selección de fútbol de Chile.

## Filiales

### TBanc
Bajo el respaldo del Bci, este banco no contaba con sucursales, ya que el cliente recibía atención y respuesta a través del teléfono o internet. Esta filial del banco cerró en 2016 y los clientes fueron migrados a Bci.

### Bci Nova
Bci Nova fue la división de consumo del banco, creado en 2004 a partir de la adquisición por parte de Bci de la Financiera/Banco Conosur. Llamada originalmente Banco Nova; en 2008 adquiriría el nombre Bci Nova. Su misión era vincular sectores emergentes de la población con la banca.
En noviembre de 2018, se anunció el cierre de la división y de las sucursales a partir de marzo de 2019, pasando estas últimas y los cerca de 420 000 clientes a la matriz del banco.

### MachBank
MachBank (anteriormente Mach) es una billetera virtual para pago móvil entre personas, respaldada por Bci, lanzada a fines de 2017 como aplicación para iOS y Android. 
En abril de 2018, se habilitó la opción para emitir una tarjeta de prepago virtual Visa para ser usada en el comercio electrónico internacional, que también permite obtener una tarjeta física opcional para el comercio nacional, con el fin de bancarizar a quienes no tienen acceso a tarjetas de crédito. A inicios de 2019 ya tenía más de 1,2 millones de clientes, mientras que al año siguiente y en medio de las políticas de digitalización debido a los confinamientos por la pandemia de COVID-19, Mach alcanzó los 2,8 millones de clientes y aumentó su cupo máximo a 3 millones de pesos, ampliando sus prestaciones a la categoría de «neobanco», al poder utilizar la licencia del Bci.
Durante el primer semestre de 2023 comenzó a ofrecer cuentas corrientes, y de forma gradual, se encuentra en proceso de migración de su actual cartera de usuarios a este producto.